# Augochlorella meridionalis
Augochlorella meridionalis là một loài Hymenoptera trong họ Halictidae. Loài này được Coelho mô tả khoa học năm 2004.